# Sturm auf die Bastille
Der Sturm auf die Bastille (französisch La prise de la Bastille ‚die Einnahme der Bastille‘)  am 14. Juli 1789 gilt als eines der bedeutenden Ereignisse am Beginn der Französischen Revolution. Die Bastille, Symbol der Unterdrückung durch das Ancien Régime, wurde von einer großen Menschenmenge umlagert und schließlich eingenommen.
Die Belagerung und Kapitulation der königlichen Festung fand in einer Zeit des Regierungsvakuums, der Wirtschaftskrise und der politischen Spannungen während der Sitzung der Generalstände und ihrer Proklamation durch den Dritten Stand in der Verfassungsgebenden Versammlung statt. Die Unruhe der Pariser Bevölkerung steigerte sich nach der Entlassung von Jacques Necker (am 12. Juli vom Journalisten Camille Desmoulins angekündigt) und der Präsenz von Söldnertruppen am Stadtrand.
Auch wenn seine militärische Bedeutung relativ gering ist, ist das Ereignis in Bezug auf seine allgemeinen, politischen und symbolischen Auswirkungen beispiellos. Die Einnahme der Bastille hatte den Effekt eines Erdbebens, sowohl in Frankreich als auch Europa bis zum russischen Kaiserreich. Die Festung wurde von etwa hundert Männern (Schweizern und Deutschen) verteidigt, die unter den Belagerern fast hundert Menschen töten. Auf Seiten der Belagerten starben sechs, darunter der Kommandant Bernard-René Jordan de Launay.
Das Ereignis gilt als radikaler Wendepunkt im Verlauf der Ereignisse der Pariser und der königlichen Macht. Es markiert die Auflösung der königlichen Verwaltung und verursachte eine kommunale Revolution. Die Hauptstadt und dann das ganze Land unterstützten die Verfassungsgebenden. Darüber hinaus wurde es von seinen Anhängern sofort unterstützt und gefeiert. Das Ereignis hatte eine starke symbolische Wirkung auf die republikanisch-politische Kultur.
Das Föderationsfest wurde am selben Datum des folgenden Jahres angesetzt, um den ersten Geburtstag der Ereignisse zu feiern. Zur Zeit der Dritten Republik wurde 1880 der 14. Juli per Gesetz zum nationalen Feiertag erklärt.

## Vorgeschichte
Im Juli 1789 befand sich das Volk von Paris in Unruhe: Einerseits setzte es große Hoffnungen in die von König Ludwig XVI. einberufenen Generalstände, andererseits war es durch hohe Brotpreise vom Hunger bedroht. Seit dem 10. Juli wurden Zollhäuser rund um Paris in Brand gesteckt in der Hoffnung, dass die Waren in der Stadt billiger würden, wenn keine Akzise mehr erhoben würde.
Am 11. Juli entließ der König den beim Volk beliebten Finanzminister Jacques Necker. Außerdem hatte er Truppen in Versailles zusammengezogen – eine deutliche Drohung an die Nationalversammlung. Am 12. Juli erreichte die Nachricht von der Entlassung Neckers Paris. Agitatoren im Palais Royal heizten die Stimmung weiter an. Der berühmteste Redner war hier Camille Desmoulins, der die Patrioten aufforderte, sich als Erkennungszeichen Kastanienblätter an die Hüte zu stecken.
Am 13. Juli kam es zu ersten gewalttätigen Auseinandersetzungen zwischen Demonstranten und dem Kavallerieregiment Royal Allemand. Am gleichen Tag soll der Kommandant der Bastille nach Versailles geschrieben haben, „er stehe mit seinem Kopfe für diese Festung, und wenn sie auch von 50000 Mann überfallen würde“.

## Der Sturm auf die Bastille

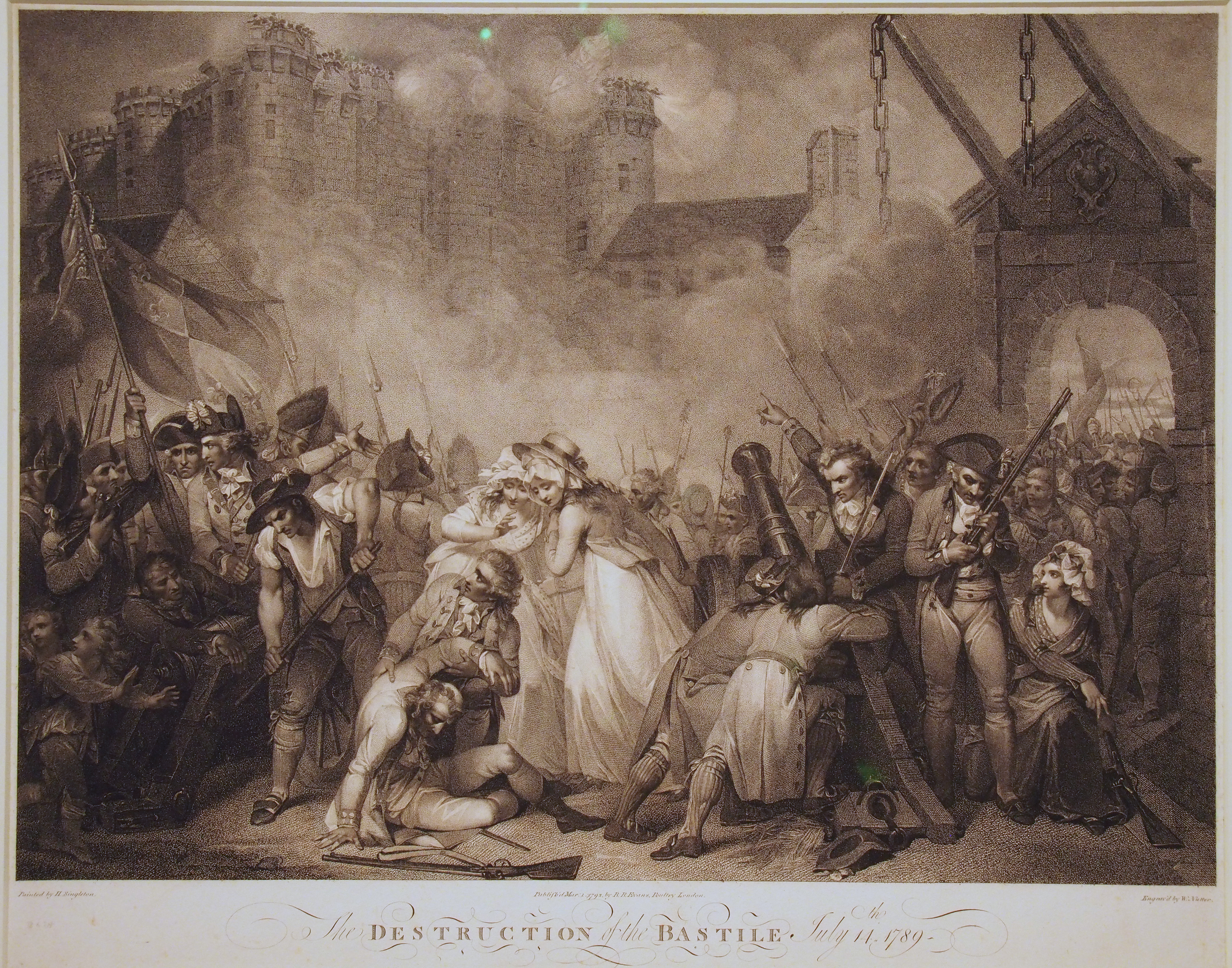
Sturm auf die Bastille, Kupferstich von William Nutter, 1789

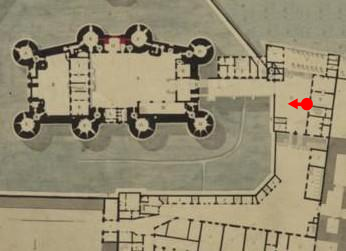
Ein kurz nach 1789 gezeichneter Lageplan der Bastille

In den darauf folgenden Tagen wurden Waffenhandlungen geplündert. So belagerte am 14. Juli eine Menschenmenge, die sich zuvor im Hôtel des Invalides Waffen beschafft hatte, die Bastille, um an die dort gelagerten Munitionsvorräte zu gelangen. Der Kommandant der Bastille, Bernard-René Jordan de Launay, ließ auf die vor der Zugbrücke Versammelten das Feuer eröffnen. Mehr als 90 Personen fanden den Tod.
Es erfolgte danach ein erneuter Aufmarsch mit verbesserter Bewaffnung (Soldaten, Kanonen), worauf die Wachmannschaft kapitulierte und die Menge das Gefängnis stürmte. Sie befreite die Gefangenen: vier Urkundenfälscher, zwei Geisteskranke und vermutlich den adligen Schriftsteller Marquis de Sade, den seine Familie wegen seines wüsten Lebenswandels in der Bastille hatte festsetzen lassen.
De Launay wurde auf dem Weg zum Rathaus trotz Zusicherung des freien Geleits wegen seines Schießbefehls erst tödlich verwundet, dann von einem Metzger geköpft, ein Wachsoldat wurde ebenfalls umgebracht. Als Jacques de Flesselles, Oberhaupt des Pariser Magistrats, den Kommandanten retten wollte, wurde er ebenfalls geköpft. Die Köpfe trug man anschließend unter dem Jubel der Bevölkerung auf Heugabeln durch die Straßen der Hauptstadt. Es waren die ersten adligen Opfer der Revolution.

„Den 14. ging ein mächtiger bewaffneter Trupp vor die Bastille hin, dieselbe zu bestürmen; der Gouverneur ließ unter die Aufrührer feuern, stellte sich aber bald darauf an, als wollte er kapitulieren. Unter diesem Vorwande ließ er die Zugbrücke herab, und nahm 40 Bürger ein, die er aber mit Kartärtschenschüssen noethigte sich zu ergeben. Dieses brachte die übrigen so sehr auf, daß sie nicht abließen, bis sie sich der Bastille bemeistert hatten. Alle Gefangene wurden befreit, der Gouverneur aber gleich todt zu Boden gestreckt. Man schlug ihm das Haupt ab, das auf einem Pfahl dem erbitterten Volk zur Schau ausgestellt wurde. Die Bastille ward inzwischen in Brand gesteckt.“

## Folgeentwicklung
Am Morgen des 15. Juli meldete Herzog de La Rochefoucauld-Liancourt König Ludwig XVI. den
Sturm auf die Bastille. Als der König fragte, ob es sich um einen Aufruhr handele, gab der Herzog folgende Antwort, die in die Geschichte einging:

« Non sire, ce n’est pas une révolte, c’est une Révolution. »

„Nein, Ew. Majestät, es ist kein Aufruhr, sondern eine Revolution.“

### Politische Entscheidungen
Der Sturm auf die Bastille war Anlass zur Aufstellung einer Nationalgarde unter Marquis de La Fayette, damit die Nationalversammlung ihr ergebene Truppen zur Verfügung hatte. Außerdem wurde der königliche Gouverneur von Paris abgesetzt. An seine Stelle trat der Generalrat der Commune, ein Gremium, das bei der Radikalisierung der Revolution eine Rolle spielte.

### Abriss der Bastille

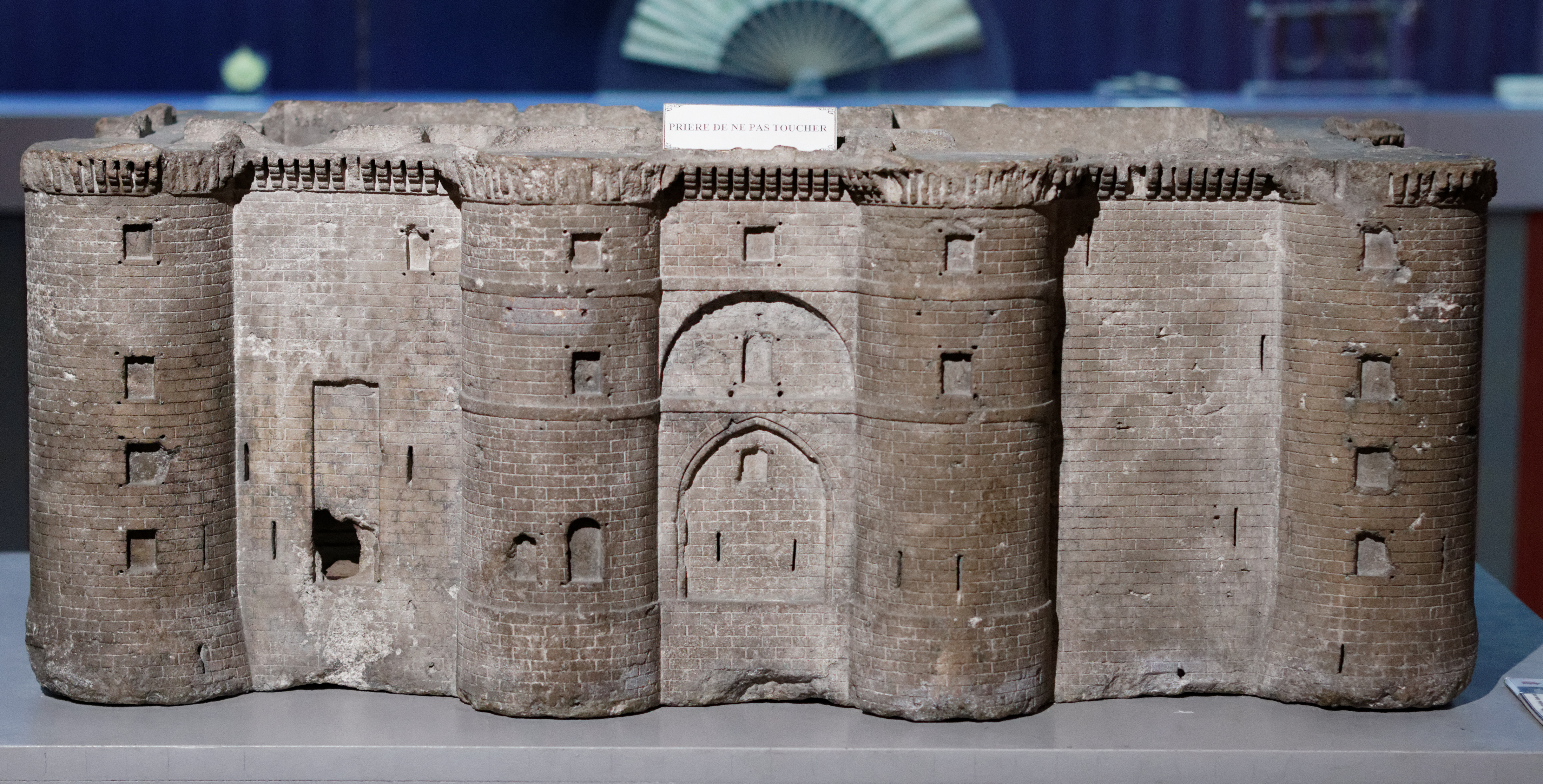
Eines der Modelle der Bastille im Carnavalet-Museum, Paris

Bereits zwei Tage nach der Erstürmung begann am 16. Juli 1789 der Abriss der Festung unter der Leitung des Bauunternehmers Pierre-François Palloy. Aus Steinen der Bastille ließ er detailgetreue Modelle meißeln, die in die 83 neuen Département-Hauptstädte geliefert und dort mit Pomp als Trophäen eingeweiht wurden. Aus den Schlössern der Zellen sowie den Ketten und Fußkugeln der Gefangenen ließ Palloy etwa 60.000 Medaillen mit Freiheitsmotiven prägen.

## Bedeutung
Die Bastille war ursprünglich eine besonders befestigte Stadttorburg im Osten von Paris, die später als Staatsgefängnis genutzt wurde. Der Sturm auf die Bastille am 14. Juli 1789 wird als symbolischer Auftakt und Geburtsstunde der Französischen Revolution interpretiert.
Der Französische Nationalfeiertag am 14. Juli erinnert an den Sturm auf die Bastille und an das Föderationsfest vom 14. Juli 1790, das sich auf den Volksaufstand im Vorjahr bezog.